# Prime Air

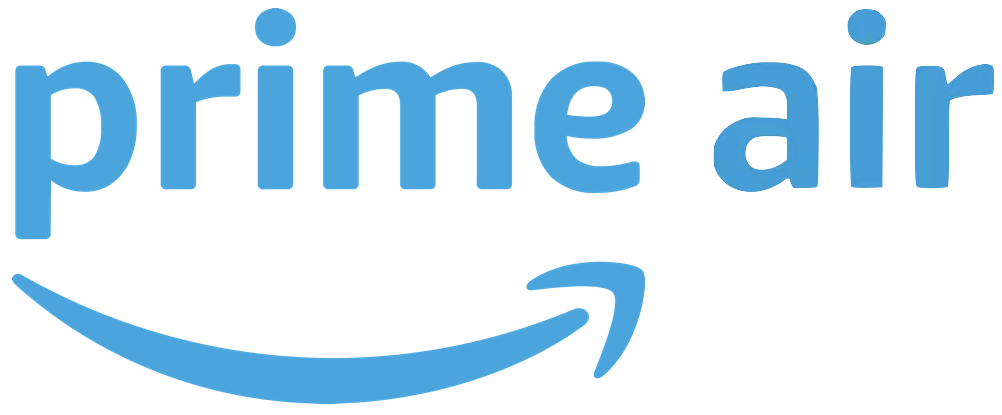
Logo usługi Prime Air

Prime Air – usługa przyszłości zaprezentowana przez sklep internetowy Amazon.com polegająca na lotach bezzałogowych aparatów latających tzw. dronów, które miałyby dostarczać przesyłki ekspresowe zakupione w tym sklepie internetowym do domów klientów. Przesyłki (do max. 2,3 kg) byłyby wysyłane z magazynu dronami zwanymi octocopterami i docierałyby do klienta maksymalnie w ciągu 30 minut od zakupu lądując na "progu domu kupującego". Obecnie trwają prace nad jej wdrożeniem w tym m.in. konieczna jest regulacja prawna ze strony Amerykańskiej Federalnej Administracji Lotniczej (usługa na terenie USA) zezwalająca na podobne loty. Ma się to rozstrzygnąć w przeciągu najbliższych pięciu lat licząc od 2013 roku.